# 馮如衡
馮如衡，江蘇省太倉直隸州人，清朝政治人物、進士出身。
光緒十六年（1890年），参加光緒庚寅科殿試，登進士二甲114名。同年五月，著交吏部掣签，分发各省以知县即用。